# Eduardo de Elío y de Lallave
Eduardo de Elío y de Lallave (f. 1929) fue un ingeniero y escritor español.

## Biografía
Entre sus publicaciones se encontró la obra A vuela pluma (relatos, Madrid, 1915). Enviudó de su primer matrimonio en 1903 y se casó en segundas nupcias en 1904 con Rosa Membrado. Ingeniero de caminos, en 1907 se vio envuelto en Zaragoza en un caso de presunto maltrato de niños, hijos suyos, llegando a ser detenido. Llegó a ser ingeniero-jefe de Obras públicas en la provincia de Cuenca. Falleció el 9 de agosto de 1929 en Cuenca y fue enterrado en el cementerio de San Justo.